# Mike Mitchell (regisseur)
Mike Mitchell (Oklahoma City, 18 oktober 1970) is een Amerikaans filmregisseur, scenarioschrijver, animator en stemacteur.

## Carrière
Mike Mitchell begon zijn carrière als animator en stemacteur. Eind jaren 1990 viel hij meermaals in de prijzen met de korte film Herd. Als gevolg daarvan mocht hij dat jaar zijn regiedebuut maken met de komedie Deuce Bigalow: Male Gigolo.
In de daaropvolgende jaren werd Mitchell vooral bekend als regisseur van animatiesequels. Zo regisseerde hij onder meer Shrek Forever After (2010) en Alvin and the Chipmunks: Chipwrecked (2011). In 2019 regisseerde hij ook The Lego Movie 2: The Second Part.

## Filmografie
Als regisseur
- Deuce Bigalow: Male Gigolo (1999)
- Surviving Christmas (2004)
- Sky High (2005)
- Shrek Forever After (2010)
- Alvin and the Chipmunks: Chipwrecked (2011)
- The SpongeBob Movie: Sponge Out of Water (2015) (liveaction-sequenties)
- Trolls (2016)
- The Lego Movie 2: The Second Part (2019)
- Kung Fu Panda 4 (2024)

Als uitvoerend producent
- Kung Fu Panda 3 (2016)
- Kung Fu Panda 4 (2024)

Als (stem)acteur
- Monsters vs. Aliens (2009), als stem van Advisor Wedgie
- Shrek Forever After (2010), als stem van Tour Guide, Camp Ogre, Ogre Nayasayer, Baba Witch, Melty Witch, Witch Guard #2 & Butter Pants
- Megamind (2010), als Father in stem van Crowd
- Puss in Boots (2011), als stem van Andy Beanstalk
- Penguins of Madagascar (2014), als stem van Antarctic Penguin
- Kung Fu Panda 3 (2016), als stem van Male Palace Goose & Smart Panda Villager
- Trolls (2016), als stem van Darius, Vinny the Phone, Capt. Starfunkle, Spider, Wedgie Bergen #1, Chad & Card
- The Lego Movie 2: The Second Part (2019), als stem van Guard, Octopus, Harmony Town, Citizen, Announcer, Sherry & Apocalypseburg Warrior
- The Night Agent (2023), als Man in a Suit (televisieserie)
- Kung Fu Panda 4 (2024), als stem van Tavern Patron #3 & Citizen #4
- Alert: Missing Persons Unit (2024), als Rough Man Driver St. (televisieserie)
- Lilo & Stitch (2025), als stem van Hammerhead Guard